# ジュール・ボルデ
ジュール・ボルデ（Jules Jean Baptiste Vincent Bordet、1870年6月13日 - 1961年4月6日）はベルギーの細菌学者。1919年にノーベル生理学・医学賞を受賞した。ノーベル賞受賞理由である補体結合反応の発見や、百日咳菌（Bordetella pertussis：ボルデテラ属の細菌の一種）の発見で知られる。ブリュッセル自由大学医学部卒業。

## 生涯
ベルギーの都市ソワニーに生まれる。父親が学校長であったことから、教育に理解のある家庭で育つ。しかしながら、自然科学に興味をもったのは中等学校を卒業した後であった。自宅に小さな実験室を作り、様々な実験を試みた。医学を目指したのは16歳になってからである。
ブリュッセル大学で医学を学び1892年に卒業。ベルギー政府の奨学金を受け、1894年にパスツール研究所で学んだ。奨学金は7年間の研究を保証する有利なものであった。研究所では免疫学の大家イリヤ・メチニコフの研究室で学ぶことができた。1901年にブリュッセル・パスツール研究所（Pasteur Institute of Brussels）を設立し、初代所長となった。1907年にはブリュッセル自由大学の細菌学教授に就任する。第一次世界大戦で破壊された大学を再建するため、渡米し基金を立ち上げた。渡米中の1919年にノーベル生理学・医学賞受賞の報を受ける。基金の順調に集まった。後年はバクテリオファージの研究を進めた。 1916年に王立協会の外国人会員に選出、1930年同協会からクルーニアン・メダル受賞。1961年ブリュッセルで死去。

## 業績
1898年、血清に関する研究を続けるなか、血清を55度に加熱すると抗体が残っているにもかかわらず、細菌に対する血清の作用が失われることを発見した。ボルデの考えによると、抗体の作用に欠かせないが、熱に弱い成分が血清中に存在するというものである。この成分をアレキシン（alexine）と命名したが、現在ではエールリヒによる補体という名称が使われている。さらに、免疫を獲得した動物の血清だけではなく、まだ免疫を獲得していない動物の血清中にも補体が存在することを確認した。1905年には補体結合反応を発見する。
1906年、同国人のオクターブ・ジャング（Octave Gengou）とともに、百日咳の病原体を発見した。ボルデらは1900年には、百日咳の患者だけに見られる独特の細菌を顕微鏡下で観察していたが、当時行われていた通常の培地を使った方法では培養することができなかった。しかし1906年にはグリセリン加馬鈴薯血液寒天培地（ボルデ・ジャング培地）という新しい培地を開発して、百日咳の患者から新種の細菌を分離培養することに成功し、これが百日咳の原因であると仮定した。この細菌は後にBordetella pertussis（百日咳菌）と名付けられ、分類学上の属名として、発見者であるボルデの名が残された。後にボルデは百日咳ワクチンも開発している。
1910年には抗体が抗原と結合する際、実際に補体の量が減少すること（補体結合反応）を確認した。補体の反応は非常に敏感であり、顕微鏡下では存在が分からないごく少数の病原体に対しても反応が起こった。ドイツのワッセルマンはボルデの実験結果を耳にし、梅毒の診断法としてワッセルマン反応を確立している。ボルデ自身も腸チフスやブタ風邪の診断に補体を用いている。
現在では補体の反応が鋭敏な理由が分かっている。補体は約20種類のタンパク質からなり、最初のタンパク質が起こす反応が次のタンパク質の反応を呼ぶ、いわゆるカスケード反応を起こすためだ。最初の小さな反応が正のフィードバックを起こしながら進んでいく。それぞれの補体タンパク質は異なる作用を持つ。例えば、カスケード反応の末期に登場するC9補体は単独では何の作用も及ぼさないが、10から15分子が集まるとドーナツ状に集合し、細菌の細胞膜上に穴（膜障害複合体）を形成する。こうなると細胞質の内容が無制限に流出してしまい、細菌は死に至る。